# Macintosh LC II
A Macintosh LC II asztali számítógépet az Apple gyártotta és forgalmazta 1992. március 23. és 1993. március 15. között 12 hónapon keresztül. A Macintosh LC II a Macintosh LC számítógép-családba tartozott. Az LC II egyes változatait az Apple Performa 400, Performa 405, Performa 410 és Performa 430 néven is forgalmazta.

## Története
Az LC II az eredeti LC frissítése volt. Ugyan az Apple Motorola 68020-asról 68030-asra cserélte a processzort, de az órajel maradt 16 MHz, ahogy a rendszerbusz is maradt 16 bites, így minimális volt gyorsulás. Az LC II alap gép ára 1240 dollár volt, így a valaha volt legolcsóbb Macintoshok egyike. A 4 MB RAM-mal, 256 kB videoRAM-mal és 40 MB-os merevlemezzel már 1700 dollár, 512 kB videoRAM-mal és 80 MB-os merevlemezzel az ára 1700 dollár volt. 1993 márciusában váltotta fel az LC III.
1993-ban az Apple úgy döntött, hogy követi azt az iparági trendet, hogy  megcélzott ügyfél-csoportonként eltérő nevet ad termékcsaládjainak. A Quadra lett az üzleti, az LC az oktatási és Performa otthoni piac számára szánt Macintoshok neve. Az 1992 szeptemberében bemutatták a Performa 400-t (4 MB RAM, 512 kB VRAM, 80 MB HDD), 1993 április 12-én a Performa 405-t (4 MB RAM, 256 kB VRAM, 80 MB HDD) és Performa 430-t (4 MB RAM, 256 kB VRAM, 120 MB HDD), végül 1993 október 18-án a Performa 410-t (4 MB RAM, 512 kB VRAM, 80 MB HDD).

## Technikai leírás
A bézs színű gép súlya 4 kg, magassága 740 mm, szélessége 310 mm és mélysége 389 mm volt. A LC II számítógépet egymagos 16 MHz-es Motorola 68030 processzor vezérelte (L1 cache: 0,5kB), a rendszerbusz 16 MHz-en működött. Az adatokat a 40MB belső merevlemezre lehetett elmenteni. Külső adattárolási lehetőséget az 1,44-es hajlékonylemez meghajtó (floppy-drive) kínált. A gépet System 7.0.1 operációs rendszerrel szállította az Apple. A gép bemutatásakor az alapkiépítésben 2MB (100ns) memóriát tartalmazott, maximálisan 10MB (100ns) kezelésére volt képes a gyári specifikáció szerint, a bővítéshez 2 hely (slot) állt rendelkezésre. A számítógépnek nem volt saját kijelzője. A külső kijelzőt 256kB videó-memória támogatta.Videójel kimenetet egy DB–15 csatlakozó biztosított. Csatlakozók: egy ADB, két soros port, egy DB-25 SCSI-hoz, kijelzőhöz egy DB-15, egy 3,5 mm-es jack audió bemenet, egy 3,5 mm-es jack audió kimenet. A gép bővíthetőségét szolgálta egy LC PDS bővítőhely. Külső SCSI merevlemez csatlakoztatására is volt lehetőség.

## A számítógép adatai
A táblázat nem tartalmazza az összes műszaki paramétert. Az egyes modelleknél a bemutatáskor érvényes adatokat soroljuk fel, a későbbi frissítéseket nem. Az eszköz technikai paraméterei a MacTracker alkalmazásból származnak.
| Gép nevebemutatva kivezetve          | Méretmagasság szélesség mélység súlySzín | Processzorprocesszor órajel, mag L1 és L2 cache társprocesszor | Háttértármerevlemezkülső adathordozó | Eredeti operációs rendszer | Memóriaalap max. @sebességhely | Kijelzőmérete felbontása | Grafikakártyamemória kimenet | CsatlakozókEthernet, ADB, soros, SCSI, párhuzamos, FDD, kijelző, hang be/ki, belső mikrofon, hangszóró                        | Bővíthetőségkártyahelybelső öbölkülső csatlakozó |
| ------------------------------------ | ---------------------------------------- | -------------------------------------------------------------- | ------------------------------------ | -------------------------- | ------------------------------ | ------------------------ | ---------------------------- | --- | ------------------------------------------------ |
| LC II1992. márc. 23. 1993. márc. 15. | 740 mm 310 mm 389 mm 4 kg bézs           | Motorola 68030 @16 MHz és 1 mag L1 0,5kB,                      | 40MB HDD 1,44 floppy                 | System 7.0.1               | 2MB max: 10MB @100ns2 hely     | nincs kijelző            | 256kB 1 DB–15                | * 1 ADB * 2 soros * 1 D–25 (SCSI) * 1 DB-15 (külső monitor) * 1 3,5 jack audió be * 1 3,5 jack audió ki * beépített hangszóró | * 1 LC PDS* SCSI (külső)                         |

## Macintosh LC számítógépek az időben
| A Macintosh LC számítógépek idővonalon |
| --- |
| A színek kezdete a bemutató időpontja, a forgalmazás több esetben is hónapokkal később kezdődött. Megeshet, hogy egy csík végét kitakarja egy másik csík eleje. Előfordul, hogy a gyártás befejezését követően még egy ideig forgalomban marad a gép adott verziója. |